# Lagaropsylla taeniolae
Lagaropsylla taeniolae är en loppart som beskrevs av Smit 1965. Lagaropsylla taeniolae ingår i släktet Lagaropsylla och familjen fladdermusloppor. Inga underarter finns listade i Catalogue of Life.